# 난카이 대학
난카이대학(南開大學,남개대학)은 중화인민공화국 톈진의 공립 대학이자 중국의 전통 명문 대학으로 국가중점대학 중 하나이다. 현재까지 저우언라이, 원자바오 2명의 총리를 배출하였다. 24년 Nature Index 대학 순위에서 세계 20위를 기록 했으며, 24년 중국 교우회 종합 대학 순위에서 9위를 기록했다.
텐진대학과의 합병 실패를 원인으로 과거 명성에 비해 종합순위는 떨어지는 추세이지만, 중국 대학순위와는 별도로 중국의 명성 높은 전통 10대 명문대학교로 여겨진다.
1998년 당시 만약 난카이대학과 텐진대학이 교육부의 방침 및 합의에 의거하여 텐진 난카이대학교로 합병을 진행 하였다면 현재 중국의 3대 대학중 한곳이었을 가능성이 매우 높다. 난카이대학과 텐진대학의 합병은 90년대 당시 4대 명문대학교로 여겨졌던 난카이대학 동문들의 반대로 인해 무산되었다. 미국의 아이비 리그와 같은 개념으로, 중국 명문대 리그로 기획 되었던 C10 역시 난카이대학과 텐진대학의 합병 취소로 인해 난카이대학을 제외한 C9으로 정정 되었으며, 이는 현재까지 이어 지고 있다.
문,이과 부문에서 본과 및 연구생 입학성적 순위는 지속적으로 5위권 이내를 차지하고 있다. 그 중에서도 경제학, 공상관리, 중문학, 화학, 수학, 정치학, 역사학 계열은 대학 전공 평가에서 꾸준히 5위권안에 위치한다. 역사학과의 경우 베이징 대학과 양대 산맥을 이루고 있으며 중국의 사학계 중 유일하게 베이징 대학과 함께 중국의 동북공정을 인정하지 않는 대학으로 유명하다. (고구려를 한국의 독립적인 역사로 인식하고 있으며 조선의 사대주의를 현명한 외교정책으로 규정하고 있음.)
과학 연구 분야에 많은 투자를 하고 있으며 16년 Nature Index 순위에서 서울대(57위)를 따돌리고 세계 50위를 차지하여 Nature가 선정한 10대 라이징 스타에 선정되었고 24년은 Nature Index Academic 순위에서 세계 20위에 선정되었다. 13년 CWTS Leiden Ranking에는 세계 53위, 중국 1위를 차지 하였다. 또한 중화인민공화국의 대학으로는 유일하게 베이징대학과 함께 세계 공립명문대학 리그인 국제 공립 대학 포럼의 일원이며 복단대학, 상해교통대학, 인민대학, 난징대학, 절강대학 등 함께 중국의 전통적인 10대 명문 대학 중 한곳이다. 2015년 중국 수험생 선호도 순위에서는 상해교통대학과 절강대학을 제치고 8위를 기록 하였으며, 24년 중국 교우회 종합대학 순위에서 전국 9위를 기록하였다. 예로부터 한국의 설카포와 같은 개념으로 중국 명문 4개의 대학교를 (칭화대학, 베이징대학, 복단대학, 난카이대학) 일컬어 清北复开(청북복개) 이라 칭하였다. 현재는 清北复开(청북복개) 개념은 잘쓰이지 않으며, 清北华五人航开济(청북화오인항개제)라는 표현이 많이 쓰이는데, 이 개념에서 开(개)가 난카이대학교를 의미한다. 한국의 'SKY서성한'과 같은 개념이다. 현대의 清北华五人航开济(청북화오인항개제)는 중국의 명문 11개 대학인 칭화대학, 북경대학, 복단대학, 상해교통대학, 절강대학, 남경대학, 중국과기대학, 인민대학, 난카이대학, 항공항천대학, 통지대학을 의미한다.

## 역사

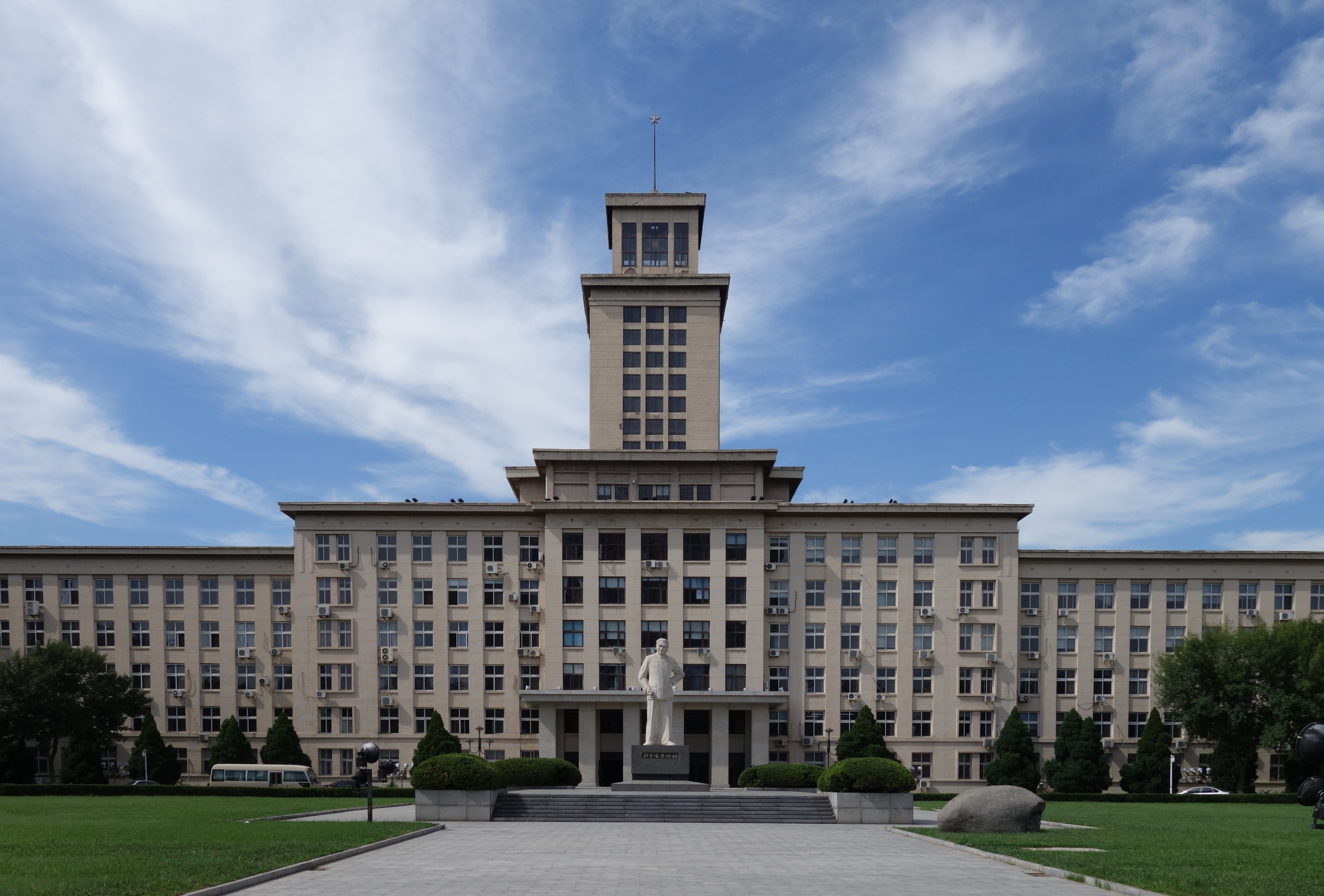
난카이 대학

난카이대학은 1900년대 초 중국 항일 운동의 중심지였으며, 현재의 중화인민공화국 건립에 가장 지대한 영향을 끼친 대학으로 평가 받고 있다. 1919년 저명한 교육학자 장보링(張伯苓)과 얀판선에 의해 설립되었으며 설립 당시에는 비교적 규모가 작은 사립대학이었다. 한국의 일제강점기에 난카이대학의 설립자 장보링은 독립운동가인 안창호, 이규창과 교류 하였으며, 한국 학생들의 독립운동에 아낌없는 지원을 하였다. 특히 독립운동을 하는 학생들에게는 전액 장학금을 지원하였으며 독립운동가들이 유학생의 신분으로 독립 운동을 할 수 있도록 신분 보장을 해주는 등 조선 독립운동의 기틀을 마련했다.도산 안창호는 난카이대학을 기반으로 많은 독립운동가를 배출했으며, 아리랑의 김산 등 많은 한국 학생들의 입학을 장려 하였다. 난카이대학 한인학우회는 중국내 최초의 한인 유학생회이며 이 시기 독립을 목표로 많은 한인들이 입학하여 저우언라이등 훗날 중국의 주요인사들과 조우 했다. 1937년 중일 전쟁 당시에 도서관을 비롯한 캠퍼스의 상당 부분이 일본군의 폭탄 투하로 소실되었으며 대학의 종을 비롯한 유물 등이 강탈당하기도 했다. 1937년 8월에는 베이징 대학, 칭화 대학과 함께 창샤 전시 연합 대학을 결성하고 쿤밍으로 옮겨 시난연합대학을 세웠다. 1946년 전쟁이 끝난 후 난카이 대학은 톈진으로 옮겨 정부에 의해 국립대학으로 다시 세워졌으며 네 개의 단과 대학(인문, 과학, 정치경제, 공학)과 16개의 학과로 재설립되었다.
중화인민공화국의 초대 총리 저우언라이, 중화인민공화국의 전 총리 원자바오, 노벨 물리학상 수상자 양전닝, 아시아 최초 울프상을 수여 받은 수학자 천싱선, 중화민국중앙연구원 원장을 역임하고 있는 물리학자 우다요우, 역사학자 황런위, 중국 국무원의 국무 위원 양제츠, 현재 국무원 발전연구중심의 서기를 맡고 있는 전 북경시장 왕안순, 현 외교부장 왕이, 최초 여성 외교부 대변인 리진화, WTO 사무차장 이샤오준, 중국 은행 감독 위원회 주석 궈수칭, 중국 보험감독관리위원회 위원장 샹쥔보, 중국 국가발전개혁위원회 상무부원장 왕이밍, IOC 부위원장 위자이칭, 유엔 공업개발 기구 사무장 리융, 아시아개발은행 부행장 장원차이, 중국의 주요 대기업인 중국 국전 그룹의 CEO 챠오바오핑, 중국 타이핑 보험 그룹의 CEO 왕빈, Tiktok 개발한 바이트댄스의 CEO이자 중국 No.1 부호로 선정된 장이밍, 시진핑 국가 주석의 박사학위 논문 지도 교수이자 중국에서 유일하게 한국의 사드 보복을 반대하고 있는 저명한 사회 학자 쑨리핑, 조선의 주요 독립운동가 이규창, 박용태, 중국에서 큰 인기를 끌었던 조선인 영화 배우 김염, 북한 전 조선 최고인민회의 위원장 최용건 등이 난카이 대학 출신이다. 대한민국 15대 대통령 김대중은 난카이 대학교 명예 박사 학위를 수여 받았으며 당시 김대중이 걸었던 길을 大中路로 개명하였다. 현재 한국고등교육재단과 함께 격년으로 톈진포럼을 개최하고 있으며, SK 최태원 회장 등 한국 대기업 주요 인사들과 난카이대학 출신 중국 최고위급 인사들의 글로벌 파트너링을 잇는 역할을 하고 있다.